# Фаллон, Орла
Орла Фаллон (ирл. Órlagh Fallon, профессионально известная как Órla Fallon; род. 24 августа 1974) — ирландская певица, исполнительница на кельтской арфе, композитор, бывшая участница группы Celtic Woman и камерного хора Anúna.

## Дискография
- Órla Fallon: The Water is Wide (2000 EURO) (2006 США)
- Celtic Woman (Март 2005)
- The Duggans: Rubicon (album) (2005)
- Celtic Woman: A Christmas Celebration (Октябрь 2006)
- Celtic Woman: A New Journey (Январь 2007)
- Celtic Woman: The Greatest Journey (Октябрь 2008)
- Jim Brickman's "It's a Beautiful World" (2009)
- Órla Fallon: Distant Shore (Сентябрь 2009)
- Music of Ireland: Welcome Home (Март 2010)
- Órla Fallon's Celtic Christmas (Ноябрь 2010)
- Órla Fallon: My Land (Март 2011)